# Дајана Пенезић
Дајана Гојковић (дев. Пенезић; Титово Ужице, 19. новембар 1988) српска је поп-фолк и поп певачица која је постала популарна средином 2000-их.

## Биографија
Рођена је у Титовом Ужицу, а живи у Београду.

### Образовање и музичка каријера
Воли музику од детињства. Завршила је нижу музичку школу, инструментални одсек Флаута. Певала је у Градском хору.
Епонимни албум-првенац снимила је у сарадњи са Марином Туцаковић, Леонтином Вукомановић и Ромариом, у издању Гранд продукције; издвојиле су се песме Лево, лево, Следећи, Црна кошуља и Мотор.
Године 2008, објавила је песму која је постала хит — Адреналин; истоимени албум издала је 2009. за FM саунд продакшон, а издвојила се песма Red Bull. Пратећи вокал јој је била Ивана Селаков. Занимљиво је да су Министарке реаранжирано препевале њену песму Моје једино са овог албума јер ова песма није доживела очекивани успех у изведби Пенезићеве.
Последњи, трећи албум (Навучена на лоше) објавила је 2011. године, а потом се посветила студијама медицине у Београду. Дипломирала је 2014. године и добила посао лекара у државној болници који је радила један временски период и престала.

## Приватни живот
Била је у вези са фудбалером Дарком Гојковићем који игра за ОФК Београд. Венчали су се почетком августа 2019, а фебруара 2020. добили сина.

## Дискографија

### Албуми
- Дајана Пенезић (2007) Гранд продакшн
- Адреналин (2009) ФМ Саунд продукција
- Навучена на лоше (2011) Голд Аудио Видео

Синглови
- Лево лево (2007)
- Адреналин (2008)
- Бивши дечко (2008) Фестивал забавне музике Врњачка Бања
- Ред бул (2009)

### Спотови
| Спот        | Година | Режисер         |
| ----------- | ------ | --------------- |
| Следећи     | 2007.  | —               |
| Бивши дечко | 2008.  | Visual Infinity |
| Адреналин   | 2008.  | Дејан Милићевић |
| Ред бул     | 2009.  | —               |